# Йозеф Візерс
Йозеф Візерс (28 листопада 1928 — 18 квітня 2006) — колишній бельгійський боксер легкої ваги. Чемпіон Європи з боксу (1947), срібний призер Олімпійських ігор (1948).

## Життєпис
На першому повоєнному чемпіонаті Європи з боксу 1947 року в Дубліні (Ірландія) почергово переміг Ласло Вайду (Угорщина), Віллі Фріта (Шотландія) та у фіналі — Роже Бео (Франція), ставши чемпіоном Європи.
На літніх Олімпійських іграх 1948 року в Лондоні (Велика Британія) брав участь у змаганнях боксерів легкої ваги. На шляху до фіналу почергово переміг Біллі Барбера (Австралія), Еді Шмідігера (Швейцарія), Едді Гаддада (Канада) і Бада Сміта (США). У фінальному двобої поступився Джеральду Дреєру (ПАР).